# Condrieu
Condrieu és un municipi francès situat al departament del Roine i a la regió d'Alvèrnia-Roine-Alps. L'any 2007 tenia 3.694 habitants.

## Demografia

### Població
El 2007 la població de fet de Condrieu era de 3.694 persones. Hi havia 1.498 famílies de les quals 507 eren unipersonals (201 homes vivint sols i 306 dones vivint soles), 426 parelles sense fills, 422 parelles amb fills i 143 famílies monoparentals amb fills.
La població ha evolucionat segons el següent gràfic:
Habitants censats

### Habitatges
El 2007 hi havia 1.756 habitatges, 1.547 eren l'habitatge principal de la família, 71 eren segones residències i 138 estaven desocupats. 966 eren cases i 736 eren apartaments. Dels 1.547 habitatges principals, 830 estaven ocupats pels seus propietaris, 685 estaven llogats i ocupats pels llogaters i 32 estaven cedits a títol gratuït; 44 tenien una cambra, 151 en tenien dues, 395 en tenien tres, 456 en tenien quatre i 502 en tenien cinc o més. 1.035 habitatges disposaven pel capbaix d'una plaça de pàrquing. A 760 habitatges hi havia un automòbil i a 576 n'hi havia dos o més.

### Piràmide de població
La piràmide de població per edats i sexe el 2009 era:
| Homes | Edats   | Dones |
| ----- | ------- | ----- |
| 0     | 95 o +  | 16    |
| 12    | 90 a 94 | 24    |
| 16    | 85 a 89 | 72    |
| 12    | 80 a 84 | 20    |
| 48    | 75 a 79 | 88    |
| 96    | 70 a 74 | 124   |
| 80    | 65 a 69 | 64    |
| 84    | 60 a 64 | 84    |
| 88    | 55 a 59 | 88    |
| 104   | 50 a 54 | 116   |
| 112   | 45 a 49 | 92    |
| 104   | 40 a 44 | 136   |
| 116   | 35 a 39 | 116   |
| 160   | 30 a 34 | 160   |
| 116   | 25 a 29 | 92    |
| 96    | 20 a 24 | 68    |
| 108   | 15 a 19 | 112   |
| 100   | 10 a 14 | 88    |
| 112   | 5 a 9   | 136   |
| 96    | 0 a 4   | 88    |

## Economia
El 2007 la població en edat de treballar era de 2.243 persones, 1.660 eren actives i 583 eren inactives. De les 1.660 persones actives 1.510 estaven ocupades (770 homes i 740 dones) i 149 estaven aturades (78 homes i 71 dones). De les 583 persones inactives 224 estaven jubilades, 170 estaven estudiant i 189 estaven classificades com a «altres inactius».

### Ingressos
El 2009 a Condrieu hi havia 1.593 unitats fiscals que integraven 3.682,5 persones, la mediana anual d'ingressos fiscals per persona era de 18.351 €.

### Activitats econòmiques
Dels 217 establiments que hi havia el 2007, 2 eren d'empreses extractives, 6 d'empreses alimentàries, 2 d'empreses de fabricació de material elèctric, 10 d'empreses de fabricació d'altres productes industrials, 27 d'empreses de construcció, 50 d'empreses de comerç i reparació d'automòbils, 7 d'empreses de transport, 20 d'empreses d'hostatgeria i restauració, 1 d'una empresa d'informació i comunicació, 15 d'empreses financeres, 9 d'empreses immobiliàries, 20 d'empreses de serveis, 31 d'entitats de l'administració pública i 17 d'empreses classificades com a «altres activitats de serveis».
Dels 69 establiments de servei als particulars que hi havia el 2009, 1 era una oficina d'administració d'Hisenda pública, 1 oficina de correu, 7 oficines bancàries, 3 funeràries, 5 tallers de reparació d'automòbils i de material agrícola, 1 autoescola, 4 paletes, 9 guixaires pintors, 3 fusteries, 4 lampisteries, 6 electricistes, 7 perruqueries, 1 veterinari, 11 restaurants, 3 agències immobiliàries, 1 tintoreria i 2 salons de bellesa.
Dels 22 establiments comercials que hi havia el 2009, 1 era un supermercat, 1 una gran superfície de material de bricolatge, 2 botiges de menys de 120 m², 4 fleques, 3 carnisseries, 1 una llibreria, 4 botigues de roba, 1 una sabateria, 1 una botiga d'electrodomèstics, 1 una botiga de mobles, 2 perfumeries i 1 una floristeria.
L'any 2000 a Condrieu hi havia 35 explotacions agrícoles que ocupaven un total de 450 hectàrees.

## Equipaments sanitaris i escolars
El 2009 hi havia 1 hospital de tractaments de curta durada, 1 hospital de tractaments de mitja durada (seguiment i rehabilitació), 1 un hospital de tractaments de llarga durada, 1 farmàcia i 1 ambulància.
El 2009 hi havia 1 escola maternal i 2 escoles elementals. Condrieu disposava de 2 col·legis d'educació secundària amb 669 alumnes.

## Poblacions més properes
El següent diagrama mostra les poblacions més properes.